# پاروماهی بزرگ
پاروماهی بزرگ (نام علمی: Regalecus glesne) نام یک گونه از تیره پاروماهی است، که درازترین ماهی استخوانی دنیا به شمار می‌رود و شکلی شبیه روبان دارد.
باله‌های موجود در سر این ماهی سیخ‌سیخ و دراز است و باله‌های سطح شکمش به شکل پارو؛ که نامش از همان‌ها گرفته شده است.
ویژگی‌های فیزیکی و نحوه شنا کردن این ماهی، موجب گمانه‌زنی‌هایی شده‌اند مبنی بر این‌که منبع بسیاری از مشاهدات «مارهای دریایی» همین ماهی باشد.

## پراکندگی

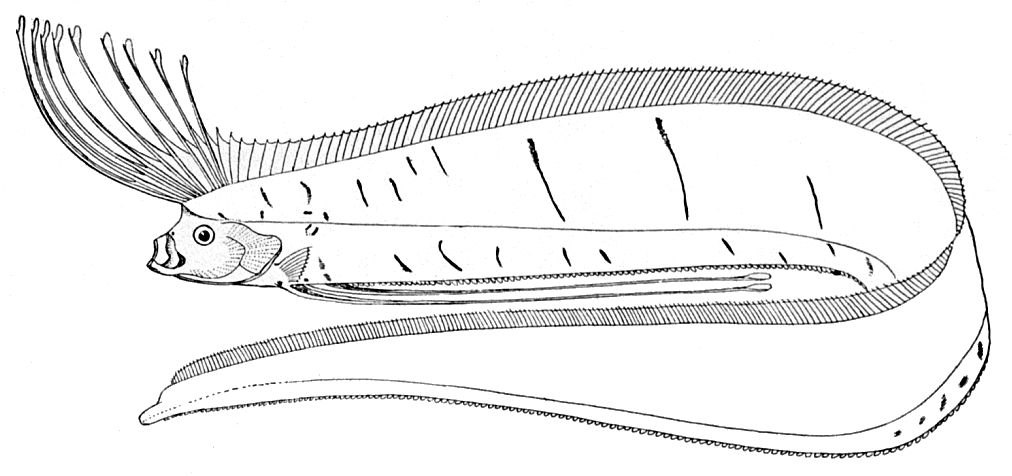
نقاشی از پاروماهی بزرگسال ۱۸۹۵

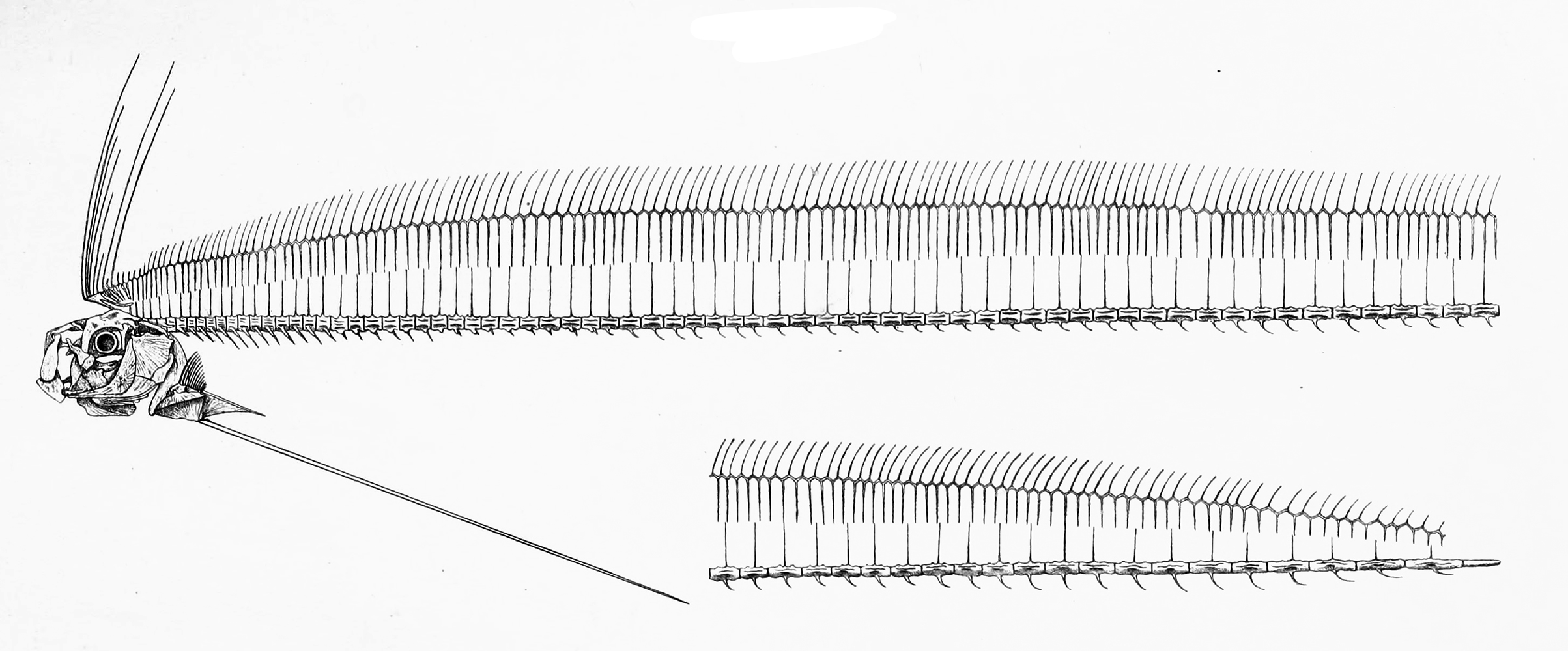
اسکلت پاروماهی بزرگ

پاروماهی بزرگ در لایه‌های بالای اقیانوس آزاد (لجه) در سراسر جهان یافت می‌شود. عقیده بر این است که پاروماهی به دنبال منبع غذایی خود به اقیانوس مهاجرت می‌کند.
این ماهی در مسافت‌هایی دور، در مدار ۷۲ درجه شمالی و در مدار ۵۲ درجه جنوبی هم یافت شده است، ولی بیشتر در منطقه گرمسیری میانگان رایج است.
تصور می‌شود که پاروماهی‌های بزرگ در روشنایی نواحی ناحیه نورگیر و تاریکی ناحیه میان‌دریایی و در محدوده‌ای تا عمق ۱۰۰۰ متر (۳۳۰۰ فوت) زیر سطح دریا سکنی می‌گزینند.

## ویژگی‌ها

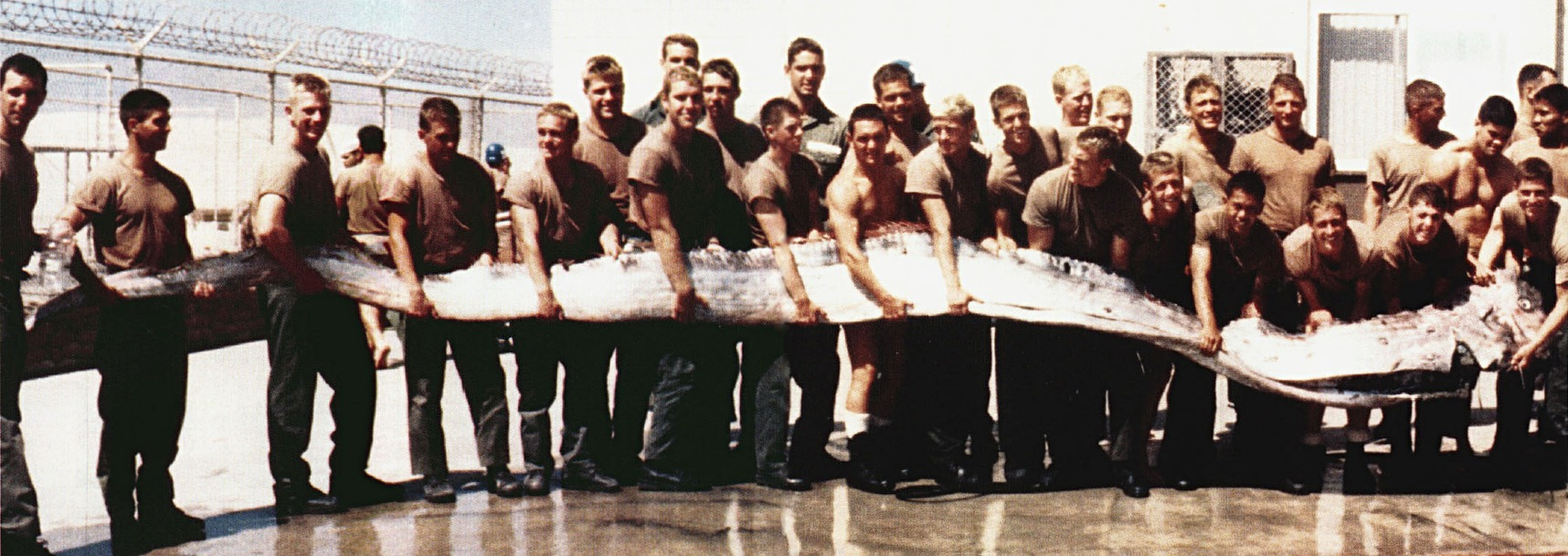
کارآموزان نیروی دریایی ایالات متحده، یک پاروماهی بزرگ به طول ۷ متر را که مربی‌شان در ساحل پایگاه دریایی دوزیستان کرونادو در سال ۱۹۹۶ کشف کرد، نشان می‌دهند.

طول این ماهی ۱۱ متر و در گزارش‌های تأییدنشده تا ۱۷ متر هم ذکر شده، اما طول عادی آن ۳ متر اندازه‌گیری شده است. بیشترین وزن ثبت‌شده این ماهی، ۲۶۰ کیلوگرم است.
این ماهی پهلوی باریکی دارد و باله پشتی‌اش از بین چشم‌ها تا نوک دم امتداد یافته است.
پاروماهی‌های بزرگ باله‌های نرمی دارند که به‌صورت شبکه‌های پوستی است و توسط خارهای استخوانی و شاخ‌دار حمایت می‌شود که تعدادشان ممکن است ۴۰۰ تا یا بیشتر باشد.
باله سینه‌ای و شکمی این ماهی نیز تقریباً در کنار هم قرار دارند.
پاروماهی‌های بزرگ، نقره‌ای‌رنگ با نشان‌های سیاه و باله‌های قرمز هستند.